# Oguchi Onyewu
Oguchialu Chilioke „Oguchi” Onyewu (ur. 13 maja 1982 w Waszyngtonie) – piłkarz amerykański, grający na pozycji środkowego obrońcy. Posiada również obywatelstwo belgijskie.

## Kariera klubowa
Rodzice Onyewu pochodzą z Nigerii. W latach 70. przenieśli się do Waszyngtonu, by studiować na tamtejszym Howard University i właśnie w Waszyngtonie przyszedł na świat Oguchi. Późniejsze lata spędził w Silver Spring, a następnie w Olney, gdzie uczęszczał do Sherwood High School, grając tamże przez 2 lata w piłkę nożną. Następnie trafił do Bradenton na Florydzie, by wrócić do Sherwood. Następnie Onyewu przez 2 lata grał w piłkę na Uniwersytecie w Clemson i w 2002 zdecydował się opuścić Stany Zjednoczone.
Onyewu wyjechał do Europy i podpisał kontrakt z klubem francuskiej Ligue 1, FC Metz. W drużynie z Lotaryngii rozegrał tylko 3 ligowe mecze i nie zdołał wywalczyć miejsca w składzie. Na sezon 2003/2004 Onyewu został wypożyczony do belgijskiego RAA Louviéroise. Tam zaprezentował równą, wysoką formę i rozegrał 24 mecze i zdobył 1 gola w Eerste Klasse. Dobra postawa w lidze spowodowała, że Onyewu trafił do silniejszego Standardu Liège, które w styczniu 2005 wykupiło z Metz. W pierwszym sezonie gry w Standardzie rozegrał 30 meczów i zdobył 3 gole (3. miejsce), a w sezonie 2005/2006 – 29 meczów i 2 gole (wicemistrzostwo Belgii) i stał się jednym z najlepszych obrońców ligi, a w 2006 otrzymał nagrodę dla Najlepszego Piłkarza USA. Sezon 2006/2007 Onyewu także rozpoczął w barwach Standardu.
Podczas gry w zespole z Liège, Onyewu interesowały się czołowe kluby Europy: Fulham F.C., Real Madryt, Inter Mediolan, FC Porto, Middlesbrough F.C., Olympique Lyon, Manchester United, PSV Eindhoven, Olympique Marsylia, Newcastle United i Chelsea F.C. 25 stycznia 2007 angielska prasa podała, że Onyewu ma przejść do Newcastle, a 30 stycznia klub potwierdził tę informację wypożyczając zawodnika do końca sezonu z opcją transferu definitywnego. W Premiership Onyewu zadebiutował 3 lutego podczas przegranego 1:2 wyjazdowego meczu z Fulham. Pokazał się z dobrej strony i wywalczył miejsce na środku obrony "Srok" obok Titusa Bramble'a, a po sezonie powrócił z wypożyczenia do Standardu. Ze Standardem w 2008 i 2009 oku zdobył mistrzostwo Belgii.
7 lipca 2009 roku Onyewu przeszedł do A.C. Milan, z którym podpisał czteroletni kontrakt. Do włoskiej drużyny trafił za darmo, bowiem kilka dni wcześniej wygasł jego kontrakt ze Standardem.
Z powodu braku miejsca w podstawowej jedenastce 11 stycznia 2011 Oguchi został wypożyczony do FC Twente.
Z dniem 29.06.2011 Onyewu na zasadzie wolnego transferu związał się z Sporting CP podpisując trzyletni kontrakt. W 2012 roku został wypożyczony do Málagi CF.
Onyewu pozostawał bez klubu od końca sezonu 2012/13, kiedy to rozwiązał kontrakt z portugalskim Sportingiem. Przez ostatnie tygodnie 68-krotny reprezentant Stanów Zjednoczonych trenował razem z Queens Park Rangers, którego oficjalnie został zawodnikiem 23 października 2013 roku. Podpisał ze spadkowiczem Premier League krótkoterminowy kontakt. W styczniu 2014 roku Queens Park Rangers zdecydowało się nie przedłużać krótkoterminowego kontraktu. Powodem tej decyzji był fakt, iż Amerykanin nie dał rady przebić się do pierwszego składu (nie rozegrał ani jednej minuty dla QPR).
Na bezrobociu pozostał zaledwie przez tydzień, ponieważ 12 stycznia 2013 roku został zawodnikiem występującego w Championship Sheffield Wednesday, z którym podpisał kontrakt do końca obecnego sezonu.
| Sezon   | Klub               | Kraj       | Rozgrywki        | Mecze | Bramki |
| ------- | ------------------ | ---------- | ---------------- | ----- | ------ |
| 2002/03 | FC Metz            | Francja    | Ligue 1          | 3     | 0      |
| 2003/04 | R.A.A. Louviéroise | Belgia     | Eerste Klasse    | 24    | 1      |
| 2004/05 | Standard Liège     | Belgia     | Eerste Klasse    | 30    | 3      |
| 2005/06 | Standard Liège     | Belgia     | Eerste Klasse    | 29    | 2      |
| 2006/07 | Standard Liège     | Belgia     | Eerste Klasse    | 15    | 1      |
| 2006/07 | Newcastle United   | Anglia     | Premiership      | 11    | 0      |
| 2007/08 | Standard Liège     | Belgia     | Eerste Klasse    | 33    | 2      |
| 2008/09 | Standard Liège     | Belgia     | Eerste Klasse    | 32    | 3      |
| 2009/10 | A.C. Milan         | Włochy     | Serie A          | 0     | 0      |
| 2010/11 | A.C. Milan         | Włochy     | Serie A          | 0     | 0      |
| 2010/11 | FC Twente          | Holandia   | Eredivisie       | 8     | 0      |
| 2011/12 | Sporting CP        | Portugalia | Primeira Liga    | 17    | 4      |
| 2012/13 | Málaga CF          | Hiszpania  | Primera División | 2     | 0      |

## Kariera reprezentacyjna
W 2001 roku Onyewu brał udział w Młodzieżowych Mistrzostwach Świata U-21. Był zawodnikiem pierwszej jedenastki i z USA dotarł do 1/8 finału, gdzie jego rodacy przegrali 0:2 z Egiptem.
W pierwszej reprezentacji USA Onyewu zadebiutował 13 października 2004 w wygranym 6:0 meczu z Panamą. Rok później znalazł się w kadrze USA na Złoty Puchar CONCACAF 2005. Na nim też zdobył swojego pierwszego gola w kadrze, a miało to miejsce w półfinale z Hondurasem, a Oguchi zdobył gola w doliczonym czasie gry i reprezentacja USA awansowała do finału, w którym po rzutach karnych pokonała Panamę.
Oguchi wystąpił w eliminacjach do Mistrzostw Świata w Niemczech, a wiosną został powołany do 23-osobowej kadry na ten turniej. Na mundialu w Niemczech był jednym z najlepszych graczy swojej drużyny. Zagrał we wszystkich 4 meczach przez pełne 90 minut: zremisowanym z Anglią przegranym 0:3 z Czechami, zremisowanym 1:1 z Włochami oraz przegranym 1:2 z Ghaną.